# Rawkieta
Rawkieta (biał. Раўкета, Raukieta; ros. Равкета, Rawkieta) – dawny chutor na Białorusi, w obwodzie witebskim, w rejonie brasławskim, w sielsowiecie Widze.

## Historia
W latach 1921–1945 ówczesna wieś leżała w Polsce, w województwie nowogródzkim (od 1926 w województwie wileńskim), w powiecie brasławskim, w gminie Widze.
Według Powszechnego Spisu Ludności z 1921 roku zamieszkiwało tu 14 osób, 2 były wyznania rzymskokatolickiego a 12 staroobrzędowego. Jednocześnie 2 mieszkańców zadeklarowało polską przynależność narodową a 12 białoruska. Były tu 3 budynki mieszkalne. W 1931 w 4 domach zamieszkiwało 19 osób.
Miejscowość należała do parafii rzymskokatolickiej w Widzach. Podlegała pod Sąd Grodzki w m. Turmont i Okręgowy w Wilnie; właściwy urząd pocztowy mieścił się w Widzach.
W okresie radzieckim miejscowość miała status chutoru i podlegała pod sowchoz „Kamunist”.